# Erlbach-Kirchberg
Erlbach-Kirchberg este o comună din landul Saxonia, Germania.